# 小行星5434
小行星5434（英語：5434）是一颗围绕太阳公转的小行星。1989年3月6日，埃莉諾·赫琳在帕洛马山发现了此天体。
这颗小行星的绝对星等为315.3133354596588等。